# ブライス・ジャービス
ブライス・マーティン・ジャービス（Bryce Martin Jarvis, 1997年12月26日 - ）は、アメリカ合衆国ケンタッキー州レキシントン出身のプロ野球選手（投手）。右投左打。MLBのアリゾナ・ダイヤモンドバックス所属。
父は同じくプロ野球選手で、1998年にはNPBの中日ドラゴンズでプレーしたケビン・ジャービス 。

## 経歴
2019年のMLBドラフト37巡目（全体1125位）でニューヨーク・ヤンキースから指名されたが、この時は契約しなかった。
2020年のMLBドラフト1巡目（全体18位）でアリゾナ・ダイヤモンドバックスから指名され、プロ入り。なお、この年はCOVID-19の影響でマイナーリーグの試合が開催されなかったため、公式戦の登板は無かった。
2021年、傘下のA+級ヒルズボロ・ホップスでプロデビュー。ルーキー級アリゾナ・コンプレックスリーグ・ダイヤモンドバックス とAA級アマリロ・ソッドプードルズでもプレーし、3チーム合計で16試合に先発登板して2勝4敗、防御率4.42、89奪三振を記録した。
2022年はAA級アマリロでプレーし、25試合に先発登板して3勝6敗、防御率8.27、110奪三振を記録した。
2023年はAA級アマリロで開幕を迎えた。その後、AAA級リノ・エーシズを経て8月13日にメジャー契約を結んでアクティブ・ロースター入りすると、15日のコロラド・ロッキーズ戦でメジャーデビュー。この年メジャーでは11試合（先発1試合）に登板して2勝1敗、防御率3.04、12奪三振を記録した。

## 詳細情報

### 年度別投手成績
| 年 度    | 球 団    | 登 板 | 先 発 | 完 投 | 完 封 | 無 四 球 | 勝 利 | 敗 戦 | セ 丨 ブ | ホ 丨 ル ド | 勝 率 | 打 者 | 投 球 回 | 被 安 打 | 被 本 塁 打 | 与 四 球 | 敬 遠 | 与 死 球 | 奪 三 振 | 暴 投 | ボ 丨 ク | 失 点 | 自 責 点 | 防 御 率 | W H I P |
| -------- | -------- | ----- | ----- | ----- | ----- | -------- | ----- | ----- | -------- | ----------- | ----- | ----- | -------- | -------- | ----------- | -------- | ----- | -------- | -------- | ----- | -------- | ----- | -------- | -------- | ------- |
| 2023     | ARI      | 11    | 1     | 0     | 0     | 0        | 2     | 1     | 0        | 0           | .667  | 92    | 23.2     | 14       | 3           | 9        | 0     | 0        | 12       | 0     | 0        | 9     | 8        | 3.04     | 0.97    |
| MLB：1年 | MLB：1年 | 11    | 1     | 0     | 0     | 0        | 2     | 1     | 0        | 0           | .667  | 92    | 23.2     | 14       | 3           | 9        | 0     | 0        | 12       | 0     | 0        | 9     | 8        | 3.04     | 0.97    |

- 2023年度シーズン終了時

### 背番号
- 40（2023年 - ）